# Schneizlreuth

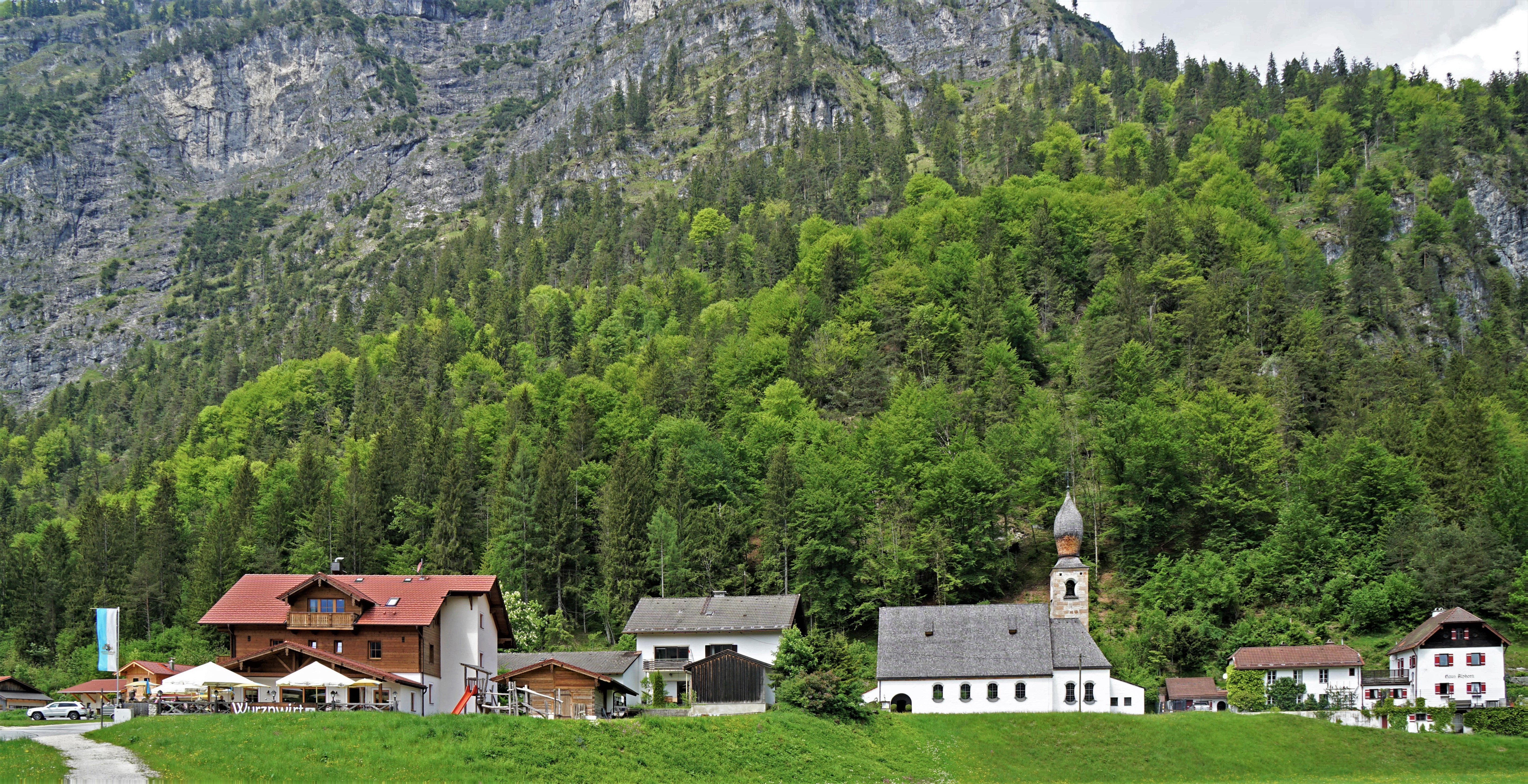
Ortszentrum von Schneizlreuth

Schneizlreuth (heutige Schreibung belegt seit 1875, früher Schnaizlreut und Schneitzlreith) ist eine Gemeinde im oberbayerischen Landkreis Berchtesgadener Land.

## Geographie

### Lage
Schneizlreuth gehört zum Regierungsbezirk Oberbayern im Freistaat Bayern. Die Gemeinde liegt im Landkreis Berchtesgadener Land und ist umgeben von Bergen der Berchtesgadener und Chiemgauer Alpen. Die größten Fließgewässer im Gemeindegebiet sind die Saalach und ihr Seitenbach, der Weißbach. Der Weißbach verengt sich zwischen den Gemeindeteilen Weißbach und Schneizlreuth parallel zur Bundesstraße 305 verlaufend zur 500 Meter tiefen Weißbachschlucht. Diese Klamm ist ein beliebtes Wandergebiet. Westlich des Ortes liegt mit dem Naturwald Kraxenbach eines der größten Waldschutzgebiete Deutschlands.

### Nachbargemeinden
Die Nachbargemeinden innerhalb des Landkreises Berchtesgadener Land sind im Osten Bayerisch Gmain und Bad Reichenhall, im Südosten Bischofswiesen und im Süden Ramsau bei Berchtesgaden. Westlich grenzt das im österreichischen Land Salzburg gelegene Unken an Schneizlreuth, im Norden die Gemeinden des Landkreises Traunstein, Ruhpolding und Inzell.

### Gemeindegliederung
Es gibt sieben Gemarkungen. Dies sind die drei ehemaligen Gemeinden Jettenberg, Ristfeucht und Weißbach an der Alpenstraße, sowie vier ehemalige unbewohnte gemeindefreie Gebiete oder deren Teile, die zu unterschiedlichen Zeitpunkten eingegliedert wurden:
- Karlsteiner Forst (am 1. Januar 1978 aufgeteilt zwischen Weißbach an der Alpenstraße und Karlstein)
- Weißbacher Forst (am 1. Januar 1978 nach Weißbach an der Alpenstraße eingemeindet)
- Jettenberger Forst (am 1. Januar 1984 aufgeteilt zwischen Schneizlreuth und Ramsau)
- Forst Sankt Zeno (Restgebiet am 1. Januar 2011 aufgeteilt zwischen Schneizlreuth und Bad Reichenhall)

Die elf Gemeindeteile verteilen sich auf die drei bewohnten Gemarkungen:
| Schl | Gemarkung                   | Fläche ha | Einwohner 1987 | Gemeindeteile                                                      | Eingemeindung                |
| ---- | --------------------------- | --------- | -------------- | ------------------------------------------------------------------ | ---------------------------- |
| 9945 | Ristfeucht                  | 1440,67   | 389            | Fronau, Melleck, Ristfeucht, Schneizlreuth, Ulrichsholz, Kibling 1 | 1. Juli 1909                 |
| 9946 | Jettenberg                  | 1440,67   | 266            | Oberjettenberg, Unterjettenberg, Baumgarten 1                      | 1. Juli 1909                 |
| 9943 | Weißbach an der Alpenstraße | 461,76    | 609            | Jochberg, Weißbach an der Alpenstraße                              | 1. Mai 1978                  |
| 9942 | Karlsteiner Forst           | 1235,18   | -              | (unbewohnt)                                                        | 1. Jan. 1978 (nach Weißbach) |
| 9944 | Weißbacher Forst            | 2863,94   | -              | (unbewohnt)                                                        | 1. Jan. 1978 (nach Weißbach) |
| 9967 | Jettenberger Forst          | 2279,77   | -              | (unbewohnt)                                                        | 1. Jan. 1984                 |
| 9953 | Forst Sankt Zeno            | 966,50    | -              | (unbewohnt)                                                        | 1. Jan. 2011                 |
|      | Gemeinde Schneizlreuth      | 10727,57  | 1264           | 11 Gemeindeteile                                                   |                              |

## Einwohnerentwicklung
Zwischen 1988 und 2018 wuchs die Gemeinde von 1256 auf 1309 um 53 Einwohner bzw. um 4,2 %.

## Geschichte

### Vorgeschichte
1285 wurde erstmals ein Landgut Schnaezenreut genannt, auf dem 1590 die erste Poststation (heute: Gasthaus Schneizlreuth) eingerichtet wurde. Die erste urkundliche Erwähnung von Weißbach war am 1. August 1349. Beide Ortschaften blieben nach Erhebung des Salzburger Landes zum reichsunmittelbaren Fürsterzbistum Salzburg beim Herzogtum Baiern.
Kaiser Ludwig ließ 1346 die „Güldene Salzstraße“ bzw. den Goldenen Steig über den Jochberg ausbauen. Dadurch waren beide Ortschaften Teil einer wichtigen Verbindung zwischen Reichenhall mit seiner Saline und dem übrigen herzoglich bairischen Herrschaftsgebiet.
Während der Napoleonischen Kriege und des damit verbundenen Tiroler Volksaufstands (1809) kam es zu mehreren Kämpfen um den für Schneizlreuth nahen und deshalb wichtigen Steinpass, den die Tiroler dann einige Zeit halten konnten, bis ihn Bayern alsbald zurückeroberte.

### 20. Jahrhundert
Die Gemeinde entstand am 1. Juli 1909 aus der Vereinigung der Gemeinden Jettenberg (mit den Ortsteilen Oberjettenberg und Unterjettenberg) und Ristfeucht (u. a. mit Schneizlreuth, damals noch ein Weiler).
Am 5. Mai 1945 fanden in Schneizlreuth die vermutlich letzten Gefechte des Zweiten Weltkriegs in Bayern statt.
Schneizlreuth bildete zum 1. Juli 1972 mit den anderen Gemeinden des alten Landkreises Berchtesgaden, der bisherigen kreisfreien Stadt Bad Reichenhall und den südlichen Gemeinden des bisherigen Landkreises Laufen den neuen Landkreis Bad Reichenhall, der am 1. Mai 1973 in Landkreis Berchtesgadener Land umbenannt wurde.
Die Gemeinde Weißbach an der Alpenstraße wurde am 1. Mai 1978 im Zuge der Gemeindegebietsreform nach Schneizlreuth eingemeindet. Am 1. Januar 1984 wurde der größere, nördliche Teil des gemeindefreien Gebiets Jettenberger Forst eingegliedert.

### 21. Jahrhundert
Am 1. Januar 2011 wurde ein Teil des bisher gemeindefreien Gebiets Forst Sankt Zeno eingegliedert.
Im Mai 2015 kamen bei einem Großbrand im Pfarrbauernhof sechs Männer zu Tode. Das historische Gebäude an der B 21 unweit des Schneizlreuther Rathauses wurde durch eine Eventfirma als Gästehaus genutzt. Der ehemalige Bürgermeister der Gemeinde und der Inhaber der Eventagentur mussten sich nach dem Brand vor Gericht verantworten. Der ehemalige Bürgermeister wurde – wegen baurechtswidriger Nutzung und Nichtdurchführung einer Feuerbeschau – zu einer Bewährungsstrafe von zehn Monaten verurteilt. Der Inhaber der Eventagentur wurde wegen fahrlässiger Tötung zu drei Jahren Haft verurteilt.

## Politik

### Gemeinderat
Der Gemeinderat Schneizlreuth besteht aus zwölf Gemeinderäten und dem Ersten Bürgermeister. Bei der Kommunalwahl am 15. März 2020 erreichte die Freie Wählergemeinschaft Weißbach a.d.A. sieben Sitze und die Unabhängige Wahlgemeinschaft Schneizlreuth fünf Sitze. In der Amtszeit 2014 bis 2020 hatten beide Wählergruppen jeweils sechs Vertreter im Gemeinderat.

### Bürgermeister
Zum Nachfolger von Klaus Baueregger wurde im März 2014 mit knappem Vorsprung Wolfgang Simon gewählt. Simon wurde ohne Gegenkandidat am 15. März 2020 mit 95,81 % der Stimmen für weitere sechs Jahre gewählt.

### Wahlkreise
Schneizlreuth gehört zum Bundestagswahlkreis Traunstein und zum Stimmkreis Berchtesgadener Land für Landtags- und Bezirkstagswahlen.

### Wappen und Banner
| Wappen von Schneizlreuth | Blasonierung: „In Blau über den silbernem Dreiberg ein goldenes Rad, aus dem göpelförmig drei silberne Soleleitungen wachsen, oben beseitet von je einem goldenen Kleeblatt.“ |

Banner Gde. Schneizlreuth

| Wappen von Schneizlreuth | Wappenbegründung: Die Wahl der heraldischen Symbole, die zum Teil bereits in den Gemeindewappen der früheren Gemeinden Schneizlreuth und Weißbach a d. Alpenstraße enthalten waren, soll deren Zusammenlegung im Jahr 1978 hervorheben. Das goldene Rad steht für die „Güldene Salzstraße“ von Reichenhall nach Traunstein, auf deren Route die Gemeinde lag und ihre Entwicklung verdankte. Die drei aus dem Rad wachsenden Soleleitungen verweisen auf die von Herzog Maximilian I. zwischen 1611 und 1619 erbaute Soleleitung von Reichenhall nach Traunstein, für die bis ins 19. Jahrhundert hinein in Schneizlreuth Holzrohre gefertigt wurden. Der Dreiberg, bereits neben einem Soleturm im Wappen von Weißbach enthalten, symbolisiert ganz allgemein die alpine Landschaft um Schneizlreuth. Die Kleeblätter wurden aus dem früheren Wappen von Schneizlreuth übernommen und entstammen dem Familienwappen der Freiherren von Lasser, die bis 1798 über fast zwei Jahrhunderte die Hofmark Marzoll innehatten und die bedeutendsten Grundherren in Ristfeucht und Jettenberg waren. Die Kleeblätter sollen auch für die im Gemeindegebiet vorherrschende Almwirtschaft stehen. Das Wappen wurde 1981 auf der Rechtsgrundlage eines Beschlusses des Gemeinderats und mit Zustimmung der Regierung von Oberbayern eingeführt. (Das Schreiben der Regierung von Oberbayern datiert vom 3. Juni 1981.) Die Gemeindefarben der Fahne sind Gelb – Blau – Weiß. |

## Sehenswürdigkeiten
Viele Sehenswürdigkeiten der Gemeinde Schneizlreuth sind natürlichen Ursprungs. Dazu zählen u. a. die Aschauer Klamm, die Weißbachschlucht, der Gletschergarten sowie die Berge der direkten Umgebung mit unzähligen Wander- und Einkehrmöglichkeiten.

### Bauwerke
Die denkmalgeschützten Objekte sind in der Liste der Baudenkmäler in Schneizlreuth aufgeführt.

#### Almen
Viele der Almen in den Hochlagen um Schneizlreuth werden heute noch genutzt. Teils landwirtschaftlich, teils als bewirtete Almhütte als Ausflugsziel für Wanderer. Darunter sind u. a. die Anthauptenalm, die Bichleralm, die Dalsenalm, die Harbachalm, die Moosenalm und die Schwarzbachalmen.

#### Klausen
Die Wälder im Gemeindegebiet wurden bereits im Mittelalter als Holzlieferant für die Saline in Reichenhall herangezogen. Das Holz aus den Hochlagen der Berge wurde mittels Holztrift zu Tal und weiter über die Wasser der Saalach und die Reichenhaller Triftanlagen zur Saline verbracht. Dazu wurden im Gebirge unzählige Klausen errichtet, von denen heute noch viele erhalten sind. Darunter sind die Aschauer Klause, die Bäckinger Klause, die Hientalklause, die Kastnerklause und die Röthelbachklause. Die überwiegend aus Holz erbaute Steinbachklause war in den 1970er Jahren schon schwer beschädigt. Von den restlichen der insgesamt über ein Dutzend Klausen im heutigen Schneizlreuth sind meist nur noch kaum sichtbare Reste erhalten.

#### Brunnhäuser und Soleleitung
In Weißbach an der Alpenstraße sind heute noch zwei der Brunnhäuser der Soleleitung von Reichenhall nach Traunstein erhalten. Das Brunnhaus Grub liegt nahe dem Gasthof Alpenglück am Brunnhausweg, das Brunnhaus Nagling liegt am Ortsende an der Inzeller Straße (B305).

#### Kirchen und Kapellen
- Die zur Stadtkirche Bad Reichenhall gehörende Filialkirche Maria Hilf in Schneizlreuth wurde in den Jahren 1946–1949 erbaut.[19] 1973/74 erfolgte eine Renovierung. Die hochgezogene Turmzwiebel soll an eine Kerzenflamme erinnern. Sie wird von einer Turmkugel mit Kreuz, an dem als Wetterfahne ein fliegender Engel mit Trompete befestigt ist, bekrönt. Die Kirchentür im östlichen Vorbau ist durch Schnitzerei verziert: In der oberen Füllung ist das Jesus-Monogramm, in der unteren das Marienmonogramm zu sehen. Über dem Volksaltar im eingezogenen, fast quadratischen Chor hängt ein Bronzekreuz des Bildhauers Karl Richter.

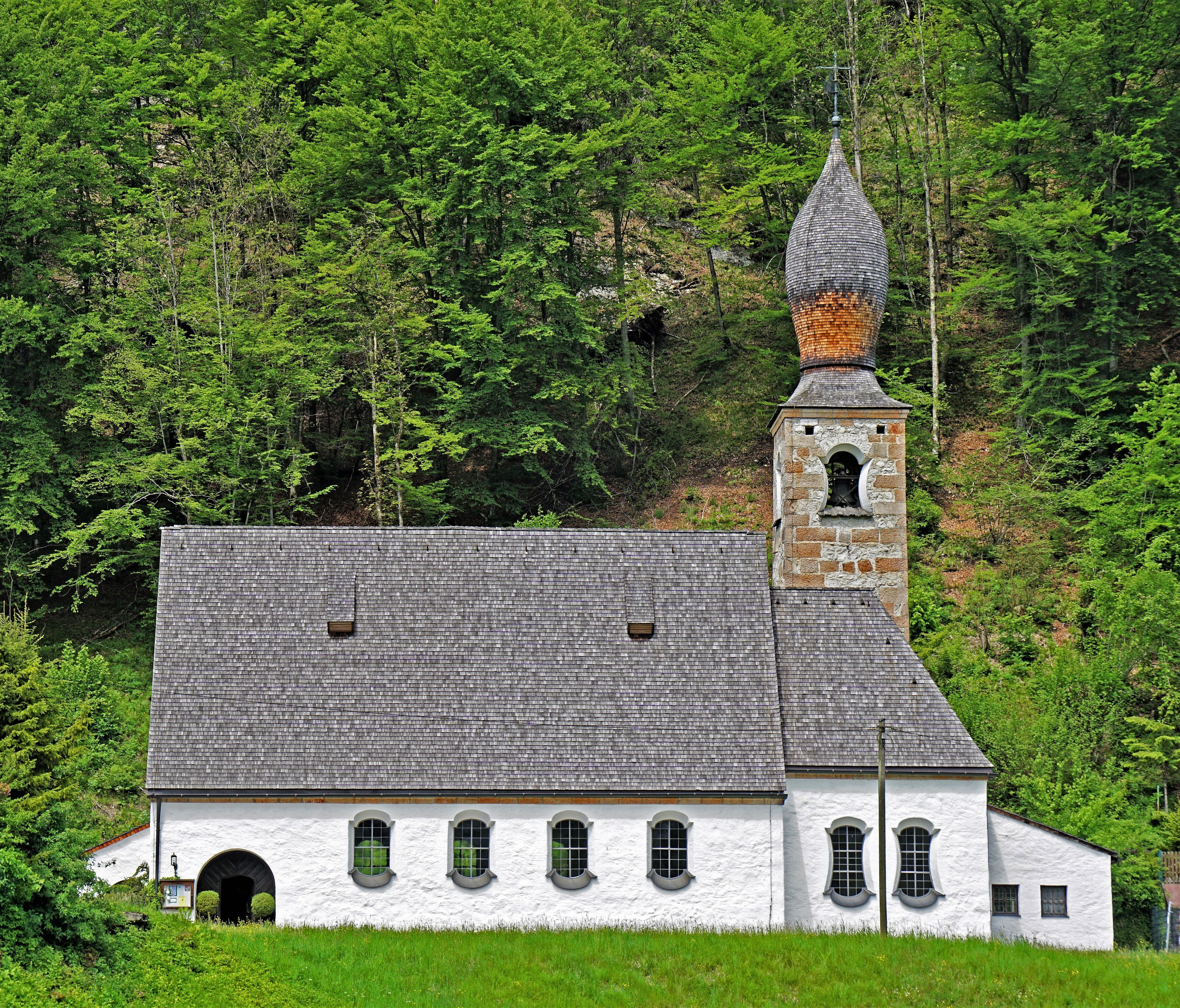
Filialkirche Maria Hilf
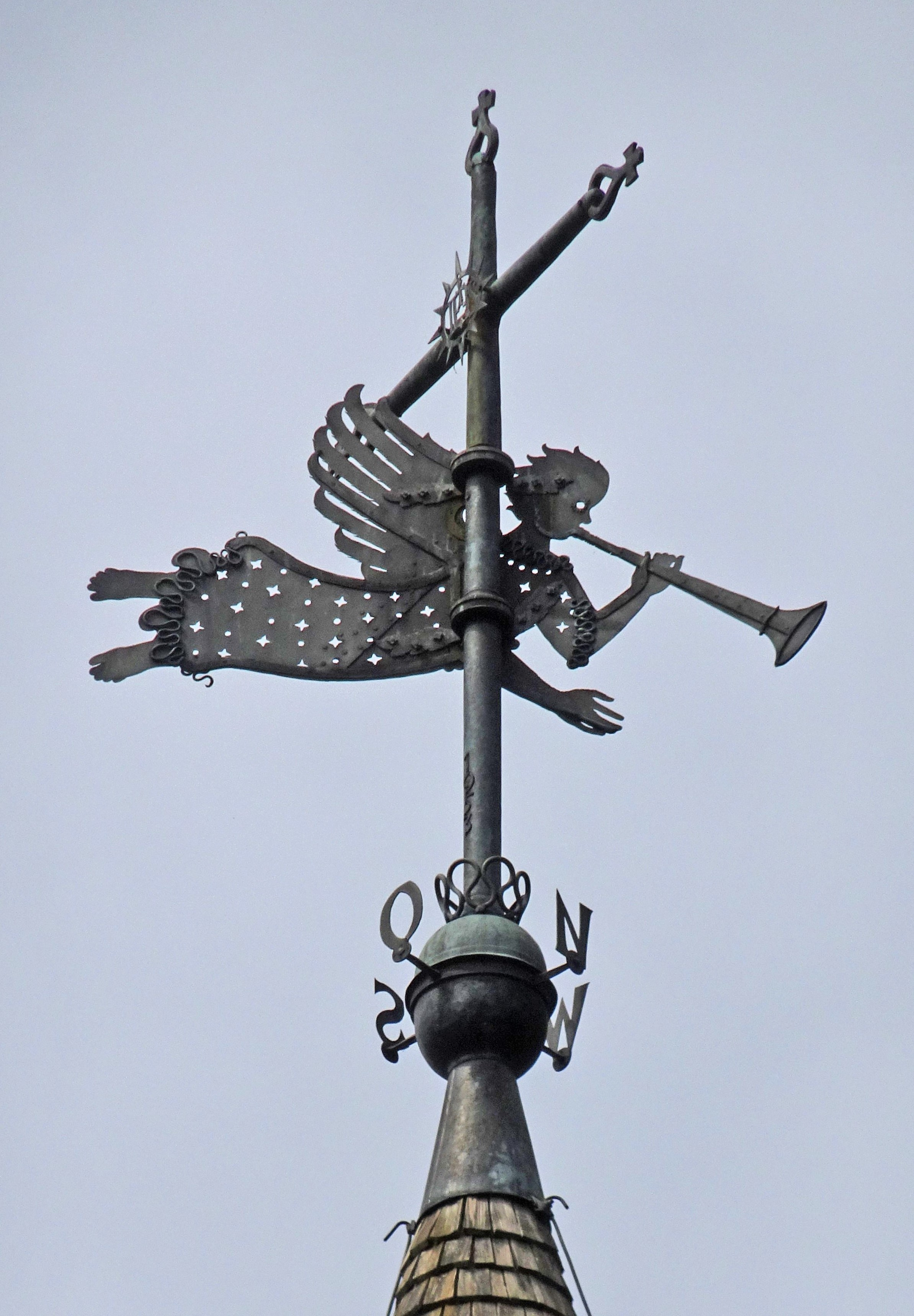
Turmkreuz mit Wetterfahne
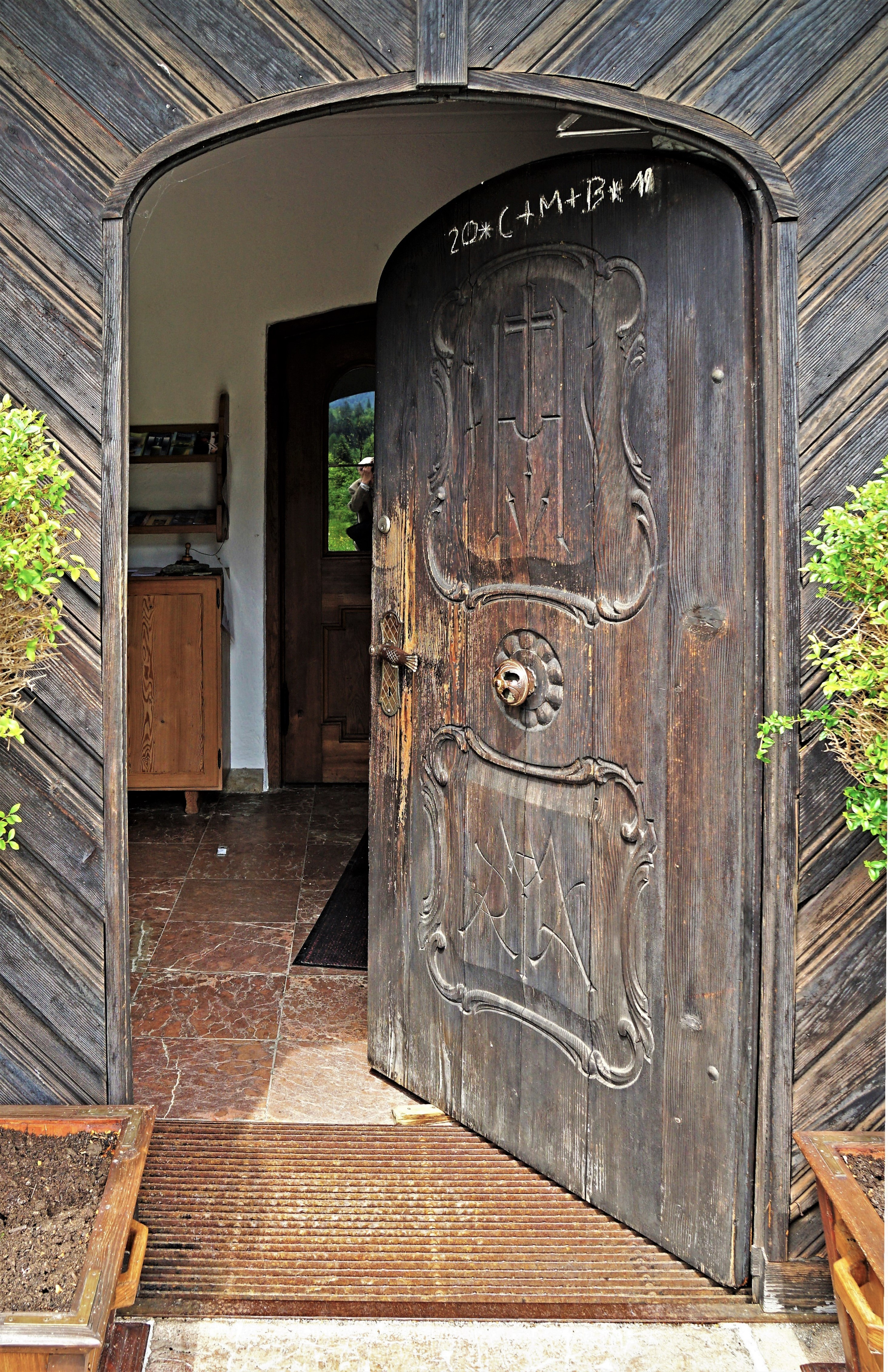
Tür im östlichen Vorbau
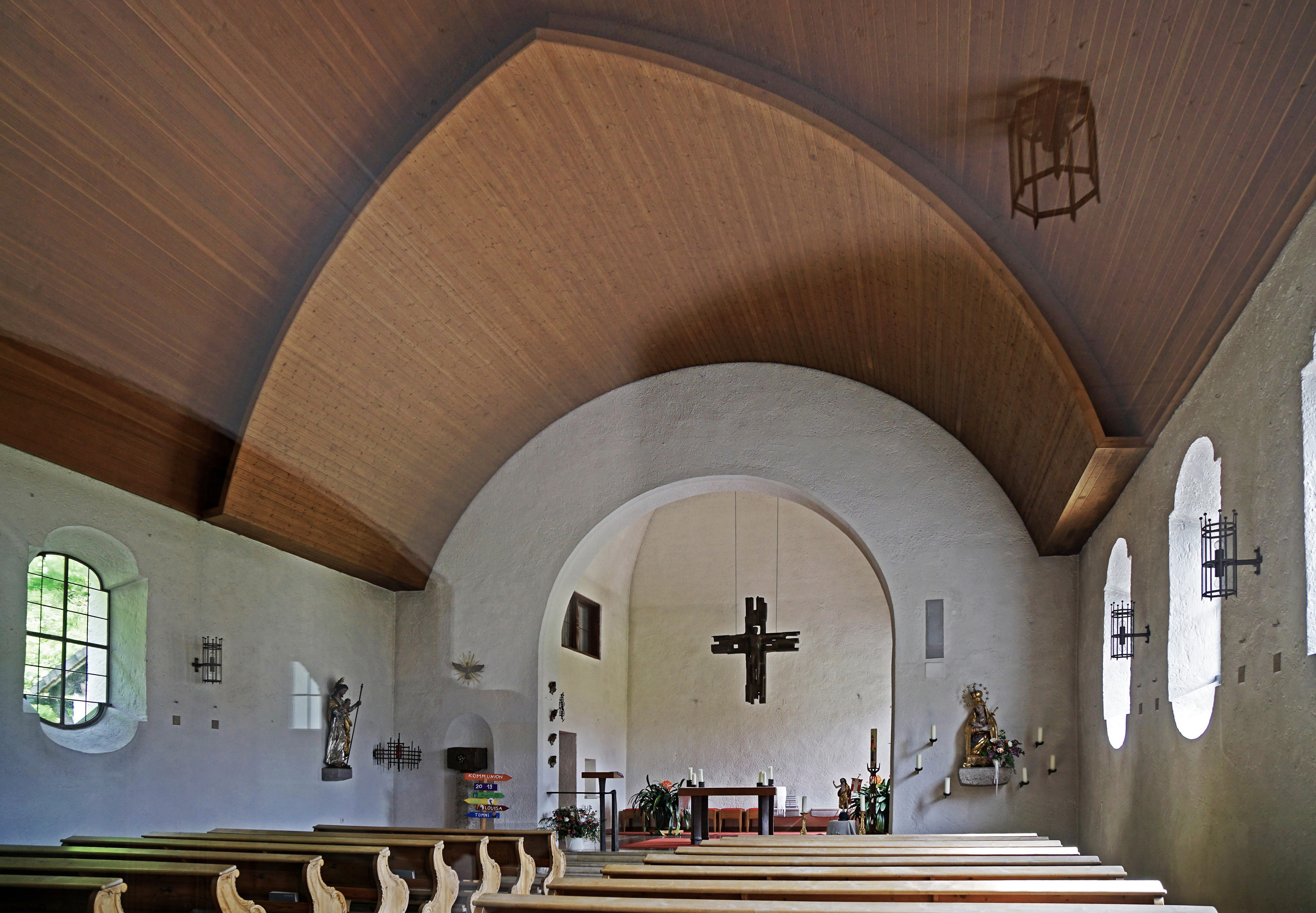
Maria Hilf, Innenansicht

- In Weißbach an der Alpenstraße befinden sich die Filialkirche St. Vinzenz[20] sowie mehrere Kapellen,[21] darunter die Jochbergkapelle bzw. Georgs-Kapelle am bzw. in Jochberg.

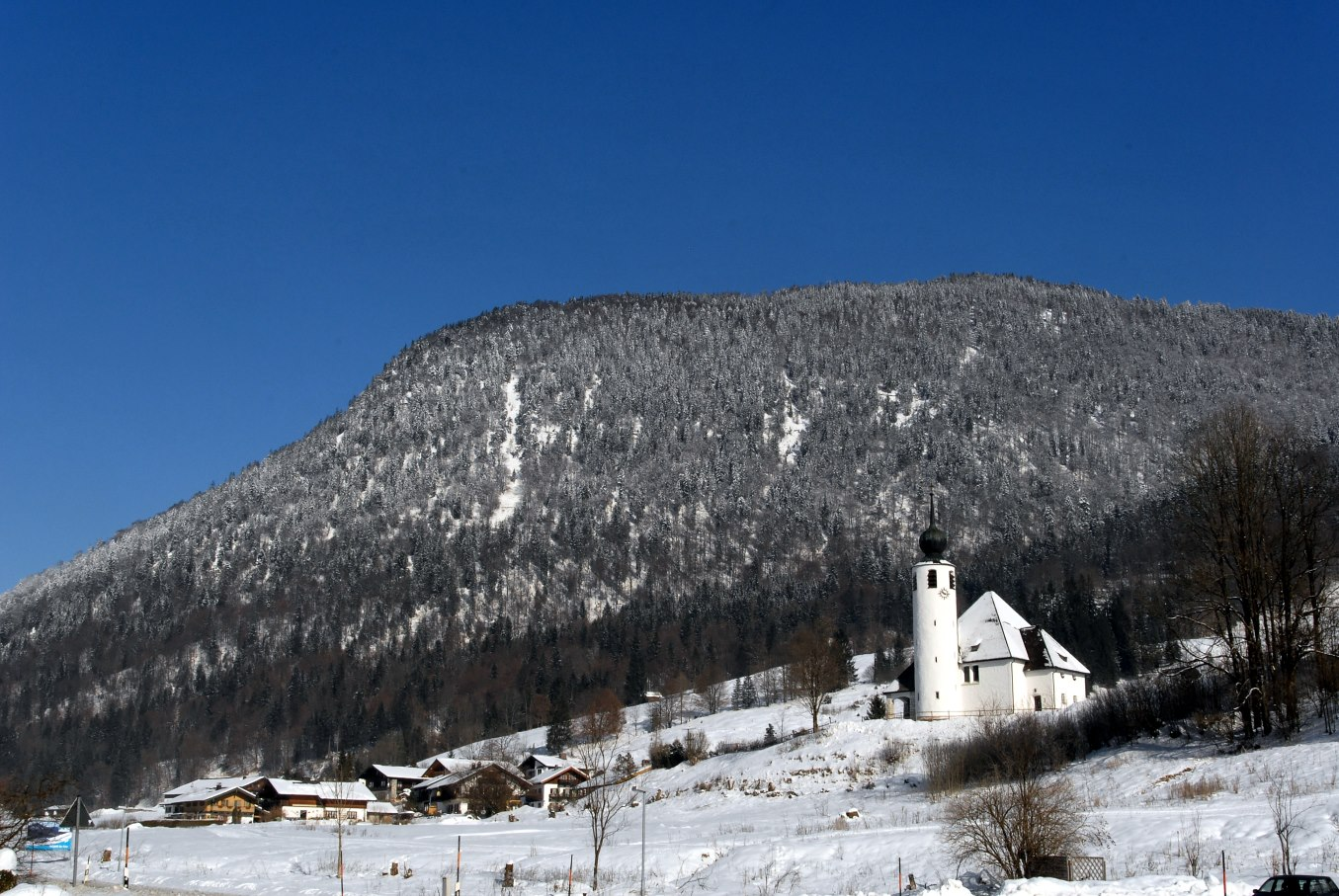
Kirche St. Vinzenz
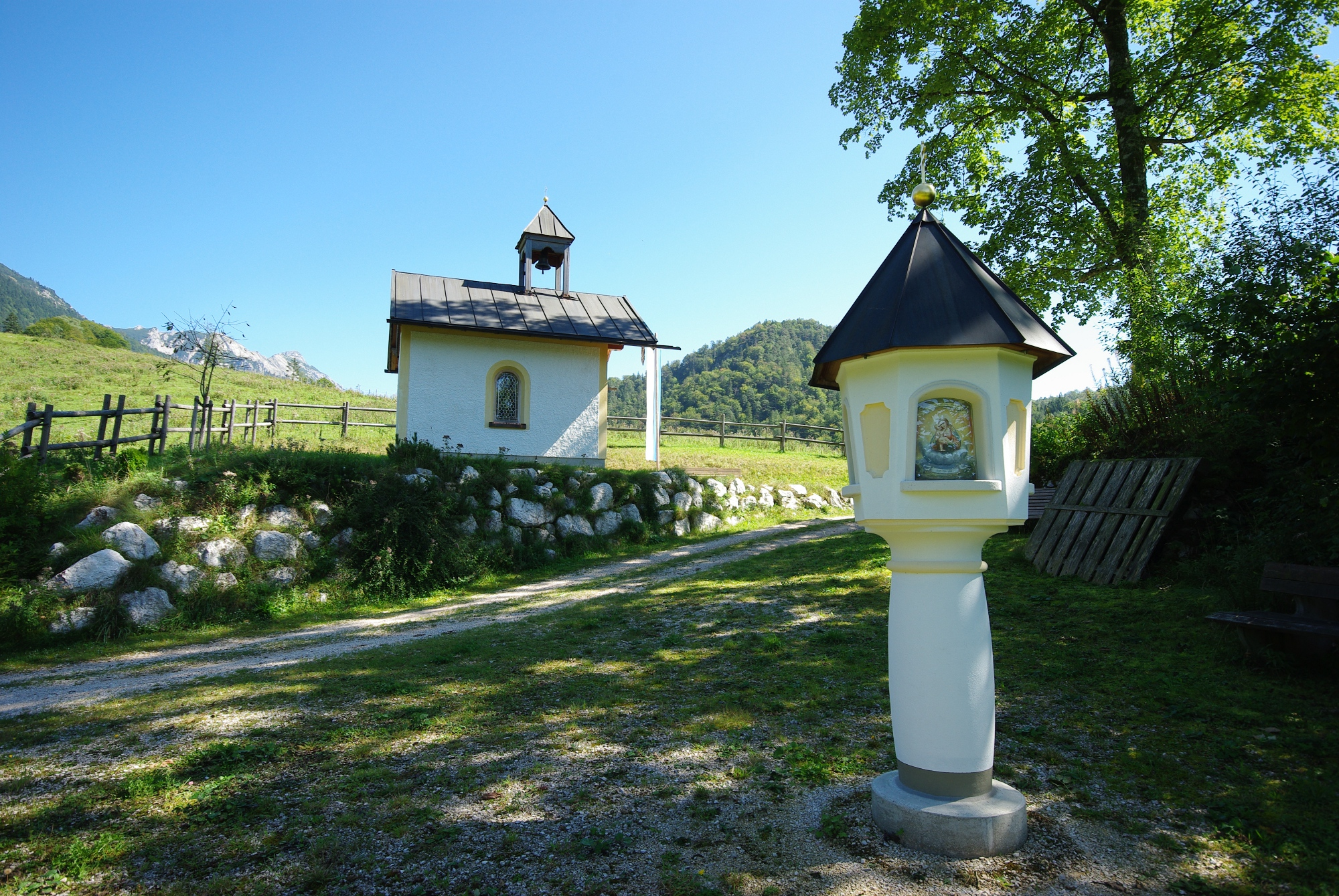
Georgs-Kapelle

## Wirtschaft und Infrastruktur

### Tourismus
Als Mitglied im regionalen Tourismusverband Erlebnisregion Berchtesgadener Land – Rupertiwinkel – e. V. wurde der Tourismus in Schneizlreuth auch von der landkreisweit agierenden Marketinggesellschaft Berchtesgadener Land Tourismus GmbH (BGLT) beworben. Neben Ainring zählte Schneizlreuth bereits ab 2016 zu den beiden einzigen Gemeinden des Landkreises, die sich nicht bzw. nicht mehr durch die Marketinggesellschaft bewerben ließen, die ab 2020 aus anderen Gründen offenkundig dann ganz aufgelöst wurde. Einhergehend mit ihrem zeitgleichen Austritt aus dem Tourismusverband wirbt die Gemeinde seither eigenständig um Touristen. Zu einem Einbruch der Gäste- und Übernachtungszahlen kam es nicht, im Jahr 2016 waren die Zahl der Übernachtungen sogar gestiegen.

### Andere Wirtschaftszweige
Im Dolomitwerk Jettenberg wird Ramsaudolomit abgebaut und für industrielle Zwecke vor allem zu Dolomitmehl und -körnungen verarbeitet.

### Verkehr
Schneizlreuth wird durch die Deutsche Alpenstraße (u. a. B 305) von Inzell im Nordwesten bzw. Ramsau im Südosten her erschlossen. Die B 21 verbindet die Gemeinde mit Bad Reichenhall im Norden und dem im Österreich liegenden Unken bzw. Lofer im Süden. Dieser Straßenzug wird von österreichischer Seite auch als „Kleines Deutsches Eck“ bezeichnet. Der kleine Ortsteil Melleck liegt unterhalb des Steinpasses, über den eine Nebenstraße nach Unken führt.
Die nächstgelegenen Bahnhöfe befinden sich in Bad Reichenhall und Traunstein.

### Staatliche Einrichtungen
Im Gemeindeteil Oberjettenberg befindet sich die Wehrtechnische Dienststelle für Schutz- und Sondertechnik der Bundeswehr mit der Seilbahn der WTD 52.

## Persönlichkeiten
- Hans-Georg Beck (1910–1999), Byzantinist
- Bally Prell (1922–1982), Volkssängerin, machte sich und den Ort 1953 mit ihrem Lied über die „Schönheitskönigin von Schneizlreuth“ deutschlandweit bekannt.